# Lista över X-Men-serietidningar
X-Men är en grupp av superhjältar i Marvel Comics universum. X-men debuterade i den amerikanska serietidningen X-Men 1963, namnet ändrades senare till Uncanny X-Men vilket den fortfarande heter. På grund av dess enorma popularitet har Marvel lanserat ytterligare tidningar baserade på och omkring karaktärerna i X-men. Dessa serietidningar kallas på engelska för "X-Books".
Precis som Uncanny X-Men så behandlar de flesta X-tidningar mutanter, människor födda med fantastiska krafter som beror på ett evolutionärt kvantsprång på genetisk nivå. Några X-tidningar presenterar en superhjältegrupp medan andra behandlar soloäventyr av en mutant som erhållit extra popularitet i Uncanny X-Men eller någon av de andra tidningarna.
De X-tidningar som publicerats i Sverige har ofta tagit material från flera av de amerikanska tidningarna men den Uncanny X-Men är den tidning som används flitigast. Flera blandtidningar har också publicerat X-titlar däribland Marvels Universum och Mega Marvel. 
Listan över de amerikanska titlarna begränsas till att innefatta:
- Serietidningar som inte är mini-serier, dvs att den inte hade något fastställt slutdatum.
- Serietidningar med mestadels karaktärer som associeras med och/eller där grundidén härstammar från Uncanny X-Men eller annan X-titel. Serietidningar som tex The Defenders där medlemmarna var både X-men och icke-X-men relaterade karaktärer listas därför inte här. Inte heller blandtidningar som Marvel Team-Up och What If? som ibland behandlar X-men relaterade karaktärer listas.

## Svenska

### Semic/Satellitförlaget (1984–1997)
- X:en (1984–1985)
- Marvel Mutanter (1989–1990) döptes senare till X-men
- X-men (1990–1994)

### Egmont (1997–2006)
- X-men (1998–2006)

I december 2006 slutade Egmont ge ut X-men. Schibsted tog över utgivningen från mars 2007 till december 2008.

### Schibsted (2007–2008)
- Marvel Special (2007–2008)

## Numerisk
- 2099: World of Tomorrow (september 1996-april 1997) (8 nummer), innehåll samtliga figurer från Marvel 2099 inklusive X-Men 2099 och X-Nation 2099.

## A
- Adventures of the X-Men (1996–1997), nya historier som en fortsättning på Fox Networks X-Men animated series
- Agent X (2002–2003), fortsättning på Deadpool
- Alpha Flight, vol. 1 (1983–1994)
- Alpha Flight, vol. 2 (1997–1999)
- Alpha Flight, vol. 3 (2004–2005)
- Astonishing X-Men (2004–2013)

## B
- Bishop: The Last X-Man (1999–2001)

## C
- Cable (1993–2002), fortsatte i Soldier X
- Cable & Deadpool (2004–)
- Captain Britain vol. 1 (oktober 1976–juli 1977)
- Classic X-Men (1986–1990), repriserade serier av tidningen X-men från 1970-talet och tidigt 1980-tal.
- Cyclops (2014–2015)

## D
- Dazzler (1981–1986)
- Deadpool (1997–2002), fortsatte i Agent X
- District X (2004–2005)

## E
- Emma Frost (2003–2004)
- Excalibur, vol. 1 (1988–1998)
- Excalibur, vol. 3 (2004–2005)
- Exiles (2001–pågående)

## G
- Gambit, vol. 2 (1998–2001)
- Gambit, vol. 3 (2004–2005)
- Generation X (1994–2001)

## M
- Magneto (2014–pågående)
- Maverick (1997–1998)
- Mutant X (1998–2001)
- Mystique (2003–2005)

## N
- New Excalibur, (2005–2007)
- New Mutants, vol. 1 (1983–1991), fortsatte i X-Force
- New Mutants, vol. 2 (2003–2004), fortsatte i New X-Men: Academy X
- New X-Men (2001–2004), kallades tidigare X-Men, vol. 2
- New X-Men: Academy X (2004–pågående), fortsättning från New Mutants, vol. 2
- Nightcrawler, (2004–pågående)

## P
- Professor Xavier and the X-Men, (1995–1997), historier från tidigt 1960-tal från X-Men, vol. 1 men med nya teckningar.

## Q
- Quicksilver, (1997–1998)

## R
- Rogue, (2004–2005)

## S
- Sabretooth Classics (1994–1995), repriser av tidigare publicerade alster
- Sentinel (2003–2004)
- Soldier X (2002–2003), fortsatte från  Cable
- Storm (2014–2015)

## U
- Ultimate X-Men (2000–pågående)
- Uncanny X-Men (1981–pågående), tidigare kallad X-Men, vol. 1

## W
- Warlock (1999–2000)
- Weapon X (2002–pågående)
- Witchblade & Wolverine 2004–pågående)
- Wolverine, vol. 1 (1988–2003)
- Wolverine, vol. 2 (2003–pågående)

## X
- X-Factor, vol. 1 (1986–1998)
- X-Factor, vol. 3 (2005–pågående)
- X-Force (1991–2002), fortsättning från New Mutants, vol. 1, fortsatte i X-Statix
- X-Man (1995–2001)
- X-Men, vol. 1  (1963–1981), bytte sedan namn till Uncanny X-Men
- X-Men, vol. 2 (1991–2001, 2004–pågående), kallades New X-Men mellan 2001-2004
- X-Men 2099 (1993–1996)
- X-Men Adventures (1993–1996), nya historier som en fortsättning på Fox Networks X-Men animated series, fortsatte i Adventures of the X-Men
- X-Men Classic (1990–1995), tidigare kallad Classic X-Men, reprisserie av Uncanny X-Men från början till mitten av 1980-talet
- X-Men: The Early Years (1994–1995), reprisserie av X-Men, vol. 1 från tidigt 1960-tal.
- X-Men: Evolution (2001–2002), nyberättade historier från Warner Brothers Networks animerade serie med samma namn.
- X-Men: The Hidden Years (1999–2001)
- X-Men: The Manga (1998–1999), reprisserie i manga-stil, japansk X-Men serie som lånade historier från Fox Networks X-Men animated series
- X-Men Unlimited, vol. 1 (1993–2003)
- X-Men Unlimited, vol. 2 (2004–pågående)
- X-Nation 2099 (1996)
- X-Statix (2002–2004), fortsättning på X-Force
- X-Treme X-Men (2001–2004)